# Michel Pouchard
Pour les articles homonymes, voir Pouchard.
Michel Pouchard, né le 23 janvier 1938 à Avrillé-les-Ponceaux, est un chimiste français, membre de l'Institut, spécialiste de physico-chimie des solides inorganiques.

## Biographie
Après des études au lycée David d'Angers et aux facultés des sciences de Rennes et de Bordeaux, Michel Pouchard se spécialise dans la physico-chimie des solides inorganiques : oxydes des métaux de transition, propriétés électroniques (magnétisme, transition isolant-métal) et électrochimiques (matériaux pour l'énergie, membranes, électrodes pour piles à combustibles SOFC notamment), silicium nanocristallin) et dans la science des matériaux de fonction.
Stagiaire puis attaché de recherche au CNRS de 1960 à 1967 (directeur du service de diffusion de la technologie des matériaux au CNRS de 1975 à 1984), il est maître de conférences à la faculté des sciences de Bordeaux de 1967 à 1970, puis professeur à l'université de Bordeaux I de 1970 à 1992 (professeur émérite à compter de 2004). De 1992 à 2002, il est professeur à l'Institut universitaire de France (dont il est administrateur de 1993 à 1997).
Il a été élu membre de l'Académie des sciences le 16 novembre 1992. Il est également membre de l'Académie des technologies, de la Société française de chimie, de l'Academia europaea (1998) et de l'académie Leopoldina (Allemagne) (2000).

## Publications
Michel Pouchard est l'auteur de près de 400 articles publiés dans les meilleures revues de chimie du solide et de la science des matériaux et d’une quinzaine de brevets,.

## Distinctions

### Prix
- Prix Langevin de l'Académie des sciences (1977)

### Décorations
- Chevalier de la Légion d'honneur
- Commandeur de l'ordre national du Mérite Il a été promu officier le 15 mai 2017, puis a obtenu le grade de commandeur par décret du 18 novembre 2017 [8].
- Commandeur de l'ordre des Palmes académiques